# Faune de Guinée

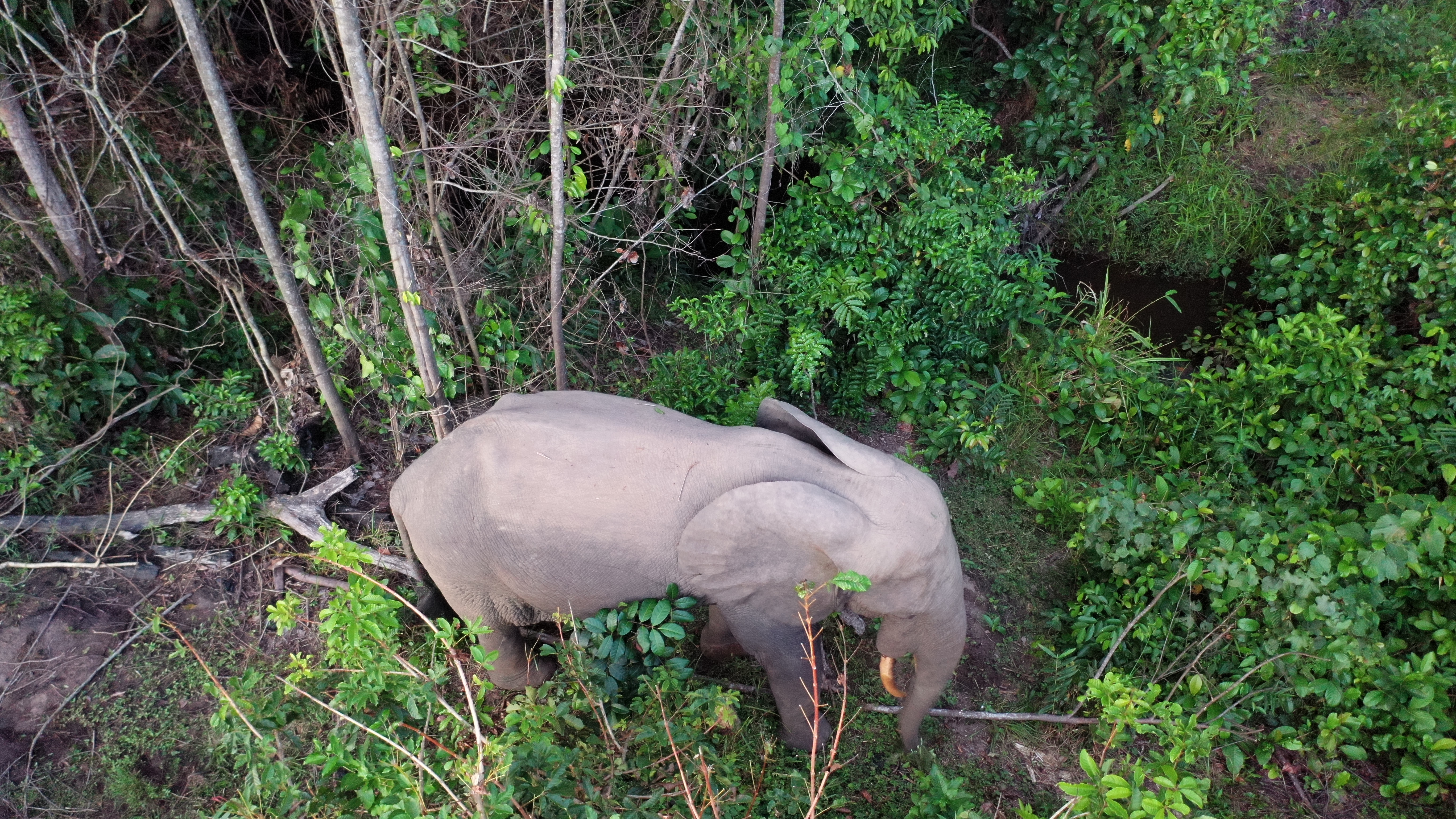
Éléphant de forêt africaine.

La faune de Guinée est très diversifiée en raison de la grande variété de différents habitats. La partie sud du pays se trouve dans les forêts guinéennes qui regorgeants un grand nombre de biodiversité de l'Afrique de l'Ouest, tandis que le nord-est est caractérisé par des forêts sèches de savane. Les écorégions de la Guinée sont la forêt de plaine de la Guinée occidentale, la forêt de montagne guinéenne, la mosaïque forêt-savane guinéenne, la savane soudanienne occidentale et les mangroves guinéennes.

## Faune

### Les mammifères

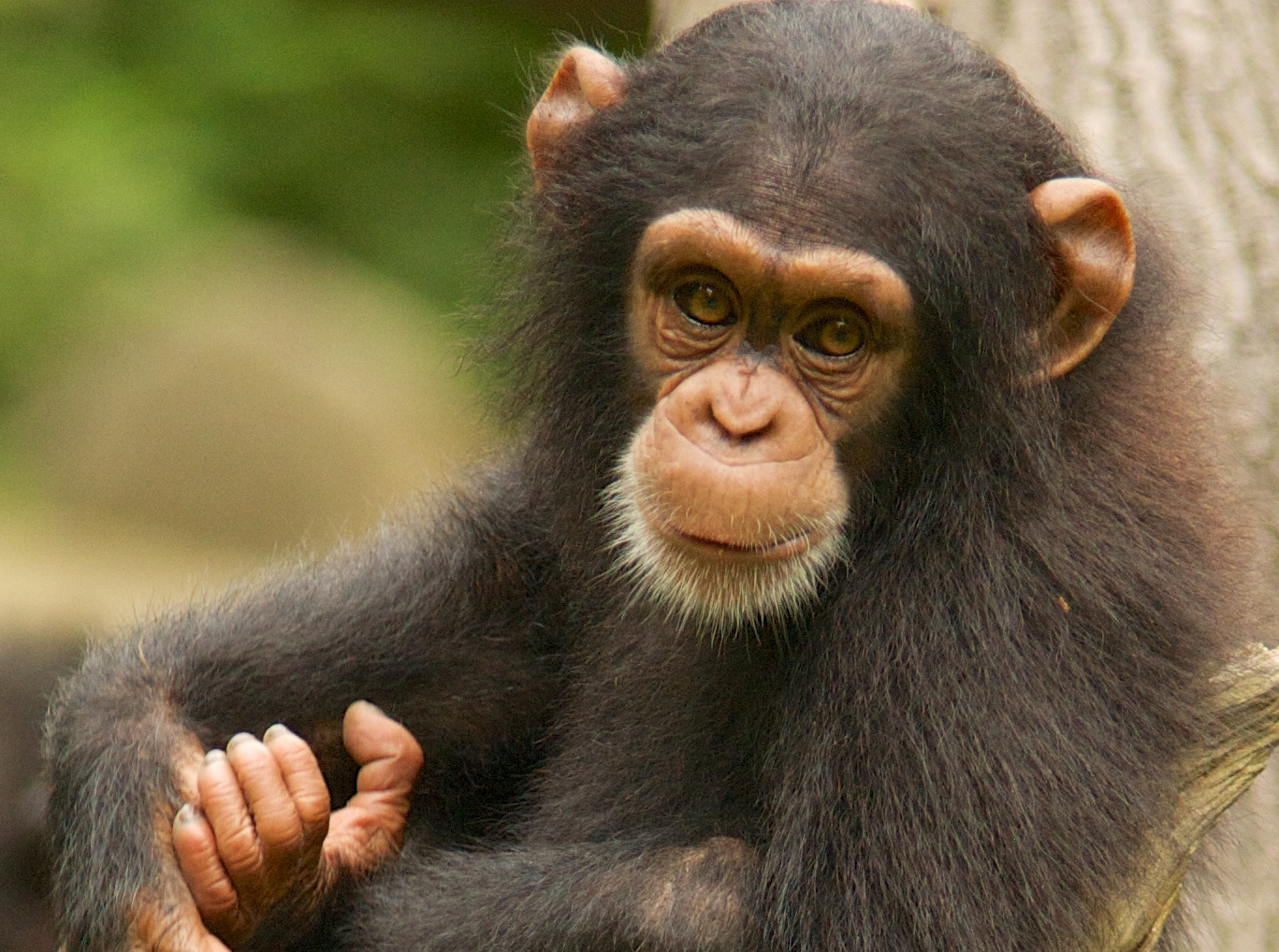
Chimpanzé occidental

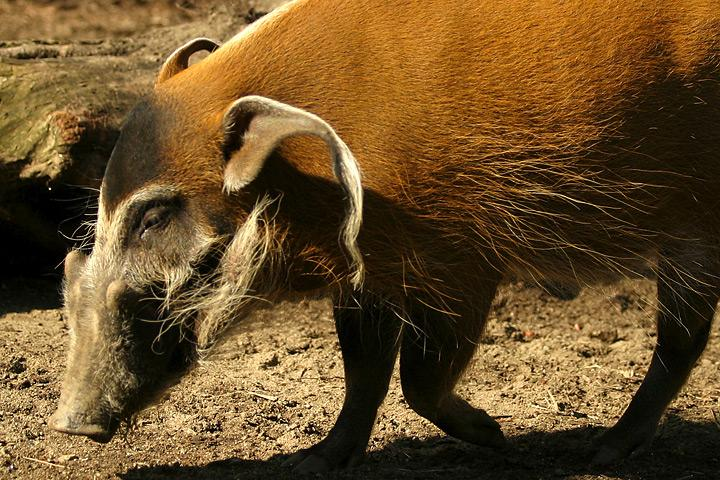
Porc de rivière rouge

Liste des mammifères de Guinée
- Chimpanzé occidental Buffle d'Afrique
- Buffle des forêts d'Afrique
- Éléphant de forêt africaine
- Bushbuck
- Babouin de Guinée
- Porc de forêt géant
- Hippopotame
- Hippopotame pygmée
- Porc de rivière rouge Porc de rivière rouge
- Antilope royale
- Lion d'Afrique de l'Ouest
- Chimpanzé occidental
- Éland géant occidental
- Bongo occidental
- Céphalophe zèbre

### Des oiseaux
Liste des oiseaux de Guinée
- Tourterelle à tête bleue
- Iris brillant-étourneau
- Rockfowl à cou blanc
- Pintade à poitrine blanche
- Perruches

### Reptiles
- Atractaspis aterrima
- Additionneur de bouffées africaines
- Python de roche africain
- Python royal
- Crocodile nain
- Bitis rhinocéros
- Cobras
- Moniteur du Nil
- Moniteur Savannah
- Crocodile au museau élancé
- Crocodile d'Afrique de l'Ouest
- Mamba vert occidental
- Hormonotus
- Tortue de boue d'Afrique de l'Ouest
- Gecko nain à tête blanche
- Agama agama
- Caméléons

### Insectes

Amauris niavius - spécimen de musée

### Amphibiens
- Arthroleptis bivittatus
- Arthroleptis crusculum
- Arthroleptis poecilonotus
- Astylosternus occidentalis
- Aubria subsigillata
- Conraua alleni
- Geotrypetes angeli
- Geotrypetes pseudoangeli
- Hylarana fonensis
- Hyperolius concolor
- Hyperolius fusciventris
- Hyperolius guttulatus
- Hyperolius igbettensis
- Hyperolius nitidulus
- Hyperolius occidentalis
- Hyperolius picturatus
- Hyperolius soror
- Hyperolius wermuthi
- Kassina cochranae
- Kassina fusca
- Kassina schioetzi
- Leptopelis macrotis
- Leptopelis spiritusnoctis
- Leptopelis viridis
- Merlin's dwarf gray frog
- Mount Nimba screeching frog
- Nigeria banana frog
- Nimbaphrynoides occidentalis
- Odontobatrachus
- Phlyctimantis boulengeri
- Phrynobatrachus guineensis
- Phrynobatrachus phyllophilus
- Ptychadena pujoli
- Ptychadena submascareniensis
- Ptychadena tournieri
- Ptychadena trinodis

## Flore
- Flore de Guinée

## Critiques
Les populations en déclin de grands mammifères sont limitées aux parties éloignées inhabitées des parcs et des réserves, en raison de la conservation inappropriée de la nature. Une ONG remarquable spécialisée dans la conservation de la nature est les parcs guinéens. Les bastions célèbres de la faune guinéenne sont la forêt classée de Pinselly, le parc national du Haut-Nigerr, le parc national du Badiar, la réserve naturelle intégrale du Mont Nimba, le massif de Ziama, la réserve de Bossou Hills et la forêt classée de Diécké.